# 블리다주

블리다주

블리다주(아랍어: ولاية البليدة)는 알제리 북부에 위치한 주로, 주도는 블리다이며 면적은 1,696km2, 인구는 1,009,892명(2008년 기준)이다.